# Варшамов, Рубен Артёмович
Рубе́н Артёмович Варша́мов (24 февраля 1936, Москва — 13 мая 2000, там же) — советский и российский художник-анималист, иллюстратор книг для детей. Главный редактор журнала «Весёлые картинки» (1977—2000).

## Биография
Родился в московском районе Чистые пруды. Окончил Саратовское суворовское военное училище, затем Московское военное училище им. Верховного Совета им. РСФСР. Отслужив 2 года в чине лейтенанта в Таманской дивизии, демобилизовался и поступил в Московский полиграфический институт, который окончил в 1961 году.
Проиллюстрировал и оформил более 50 книг в издательствах «Детская литература», «Малыш», «Радуга», «Росмэн» и др. в том числе книги по палеонтологии («Палеонтология в картинках» и «По следам минувшего» Ирины Яковлевой). Создал несколько сюрреалистических циклов в живописи, офортах и литографии по мотивам классических произведений многих российских и зарубежных авторов.
Персональные выставки художника проходили в Париже и в Москве.
В 1977 году стал главным редактором детского юмористического журнала «Весёлые картинки», который возглавлял более 20 лет до конца своих дней.
Скончался в Москве после тяжёлой продолжительной болезни. Похоронен на Митинском кладбище.